# Sjors Dekker
Pour les articles homonymes, voir Dekker.
Sjors Dekker, né le 14 février 1994 à Andijk, est un coureur cycliste néerlandais, membre de l'équipe NWV Groningen-Fila-Nijwa Trucks.

## Biographie
En octobre 2018, Sjors Dekker s'impose sur la quatrième étape du Tour d'Iran - Azerbaïdjan, sa première victoire sur le circuit UCI.

## Palmarès
- 2014
  - 3e de la Rás Mumhan
- 2017
  - 4e étape de l'Arden Challenge
- 2018
  - 4e étape du Tour d'Iran - Azerbaïdjan
- 2019
  - 3e du Tour du Limbourg

## Classements mondiaux
| Année         | 2018 |
| ------------- | ---- |
| UCI Asia Tour | 344e |